# Верхнее Лабкомахи
Верхнее Лабкомахи (дарг. ЧебяхӀ Лябхъумахьи) — село в Левашинском районе Дагестана. Административный центр сельского поселения Сельсовет Верхне-Лабкомахинский.

## География
Расположено в 14 км к юго-востоку от районного центра села Леваши, на реке Халагорк.

## Население
| 1888 | 1895 | 1926 | 1939 | 1970 | 1989 | 2002 |
| ---- | ---- | ---- | ---- | ---- | ---- | ---- |
| 599  | ↗618 | ↗691 | ↗804 | ↘512 | ↘445 | ↗843 |
| 2010 | 2021 |      |      |      |      |      |
| ↘741 | ↗816 |      |      |      |      |      |